# Крапчатый пагр
Крапчатый пагр (лат. Pagrus caeruleostictus) — вид лучепёрых рыб из семейства спаровых. Распространены на востоке Атлантического океана вдоль побережья Европы и Африки от Португалии и Гибралтарского пролива до Анголы, включая Средиземное море. Максимальная длина тела 90 см, обычно до 50 см. Максимальная масса тела 11,6 кг. Бентопелагические рыбы. Обитают на глубине от 1 до 200 м, обычно 30 — 50, над каменистыми и галечными грунтами. Более старые особи держатся глубже, чем молодые. Питаются в основном двустворчатыми моллюсками, а также ракообразными и рыбой. Половая зрелость наступает в 2 года. Считаются видом вне опасности. Безвредны для человека и являются объектами коммерческого промысла и спортивной рыбалки.